# Carl Reuß
Carl Reuß, auch Karl Reuß oder Carl Reuss (* 1844 in Harzgerode, Anhalt; † 22. April 1918 in Dessau) war ein deutscher Forstmann. Seine Bedeutung liegt vor allem in seiner Tätigkeit für den Harz. Der langjährige städtische Oberförster von Goslar und spätere Leiter der Anhaltischen Forstverwaltung ließ nicht nur dessen Nordrand großflächig aufforsten, sondern erkannte auch das touristische Potenzial des Mittelgebirges. Er veranlasste, dass die dortigen Forstreviere durch ein ausgedehntes Wegenetz erschlossen wurden und war Schöpfer der ersten Wanderwege im Harz.

## Leben und Wirken
Carl Reuß, geboren 1844 in Harzgerode, entstammte einer alten anhaltischen Forstbeamtenfamilie. Er setzte die Familientradition fort und absolvierte von 1866 bis 1867 ein Forststudium an der Forstakademie Tharandt. Anschließend war er zunächst als Forstgehilfe in Lautenthal angestellt und bis 1869 mit Forsteinrichtungsarbeiten betraut. Im Jahr 1870 wurde er zum Stadtförster von Osterode am Harz ernannt und bereits drei Jahre später zum städtischen Oberförster in Goslar. In dieser Funktion machte sich Reuß daran, die völlig kahle nördliche Randlage des Harzes bis zum Stadtrand von Goslar aufzuforsten. Besonderes Anliegen war ihm zudem der Ausbau des Wegenetzes um Goslar herum – innerhalb kurzer Zeit entstanden so 108 Kilometer neue Wege. In dieser Zeit war er 1886 Mitbegründer des Harzklubs, bekleidete zunächst das Amt des stellvertretenden Vorsitzenden und von 1900 bis 1918 auch das des Vorsitzenden. Als am 18. März 1887 der Zweigverein Goslar gegründet wurde, wählten die Mitglieder Reuß zum Vorsitzenden, der er bis 1893 blieb. Nach ihm sollte es zur Tradition werden, dass – mit Ausnahme der Zeit des „Dritten Reiches“ – der jeweilige Leiter des Stadtforstamtes Goslar dieses Amt innehat.
Carl Reuß gehörte auch zu den ersten, die sich intensiv mit der Problematik von Hüttenrauchschäden beschäftigten. Zusammen mit Julius von Schroeder erforschte und kartierte er das Ausmaß dieser Waldschäden. Ihre Ergebnisse fassten sie in der Schrift Die Beschädigung der Vegetation durch Rauch und die Oberharzer Hüttenrauchschäden (Berlin 1883) zusammen. Danach betrafen die Waldschäden, als deren Ursache sie „schweflig-saure Dämpfe“ der drei Hütten Clausthal, Lautenthal und Altenau ausmachten, im Jahr 1881 rund 4500 Hektar mit steigender Tendenz. Die grundlegende Untersuchung wurde hundert Jahre später erneut aktuell und im Zuge der Debatte um das Waldsterben in den Jahren 1986/87 mehrfach nachgedruckt (ISBN 3-7463-0037-1 und ISBN 3-487-08279-9).
1893 wurde Reuß im Range eines Oberforstrates an die Spitze der Anhaltischen Forstverwaltung  in Dessau berufen und 1917 zum Landforstmeister ernannt. Reuß, der das touristische Potenzial der Harz-Region erkannt hatte, veranlasste, dass dort die ersten Wanderwege angelegt wurden. Außerdem setzte er sich für eine bessere Verkehrsanbindung der Harz-Orte ein, was zum Ausbau von Verbindungsstraßen führte. Auch die Harzreviere erhielten in der Folge ein ausgedehntes und großzügiges Wegenetz. Reuß war somit eine der treibenden Kräfte bei der touristischen und forstwirtschaftlichen Erschließung der Region.
Daneben war Reuß auch Vorsitzender des Harz-Solling-Vereins und Mitglied im Deutschen Forstwirtschaftsrat.
Für sein Wirken erhielt Carl Reuß eine Reihe von Auszeichnungen. So verlieh ihm die Stadt Goslar das Ehrenbürgerrecht und benannte später die Reußstraße nach ihm.
Landforstmeister Carl Reuß starb am 22. April 1918 in Dessau.